# The Railway Men : Les héros de Bhopal
The Railway Men : Les héros de Bhopal (The Railway Men: The Untold Story of Bhopal 1984) est une série dramatique historique en langue hindi indien de 2023 écrite par Aayush Gupta. La série est basée sur des événements réels de la Catastrophe de Bhopal.
La série est sortie sur Netflix le 18 novembre 2023.

## Synopsis
Après une fuite de gaz mortelle dans une usine de Bhopal, des cheminots courageux ont tout risqué pour sauver la vie d'autres personnes dans une catastrophe indescriptible.

## Distribution[4],[5]

### Acteurs principaux
- R. Madhavan : Rati Pandey, le directeur général de la zone ferroviaire centrale des chemins de fer indiens
- Kay Kay Menon : Iftekaar Siddiqui, le chef de gare de la gare de Bhopal Junction[6]
- Divyenndu : Balwant Yadav, un Dacoït
- Babil Khan : Imad Riaz, un pilote de locomotive inexpérimenté

### Acteurs récurrents
- Sunny Hinduja : Jagmohan Kumawat, un journaliste
- Juhi Chawla Mehta : Rajeshwari Janglay, un bureaucrate du ministère des Chemins de fer
- Dibyendu Bhattacharya : Kamruddin, manager chez Union Carbide
- Philip Rosch : Madsen, le directeur américain de l'usine
- Denzil Smith : ministre des Chemins de fer
- Mandira Bedi : Rajbir Kaur, une femme sikh
- Connor Keene : Alex Braun, un scientifique allemand
- Sunita Rajwar : Vijaya, une femme de ménage
- Manish Wadhwa : Mirza
- Shrikant Verma : Ishwar Prasad
- Annapurna Soni as Shazia, la veuve d'Ansari
- Bhumika Dube : Nafisa, la femme de Kamruddin
- Thanu Khan : Markhand
- Aditya Shukla : Ratlu
- Priya Yadav : Sohini, la fille de Vijaya
- Rahul Tewari : Benedict

## Réception
Nandini Ramnath de Scroll.in a trouvé que The Railway Men était une « saga convaincante d'héroïsme ordinaire » ; elle a particulièrement loué la conception de la production de Rajat Poddar pour ses « reconstitutions remarquablement fidèles » de l'époque.
Sonil Dedhia de News18 le considérait comme une histoire « passionnée, émotionnellement résonante et incroyablement émouvante » de héros sous-estimés, mais estimait que trop d'intrigues secondaires et d'histoires l'empêchaient d'être un « thriller tendu ».
 Mayur Sanap de Rediff.com a félicité Rawail pour avoir géré l'événement tragique avec « sérieux et respect sans exagérer avec l'impact dramatique ».
Shubhra Gupta de l'Indian Express l'a qualifié de "effort louable, qui ramène un style de narration expansif et démodé à un événement toujours d'actualité", et a particulièrement salué les performances de Kay Kay Menon et Babil Khan.
Zinia Bandyopadhyay de India Today considérait Khan comme la « vraie star du spectacle ».
Saibal Chatterjee de NDTV a déclaré : « The Railway Men est soutenu par une série de performances louables et de narrations qui ne descendent pas en dessous d'un certain niveau de compétence. Mais cela aurait pu être bien plus. » 
Santanu Das du Hindustan Times pensait que la gestion de la tragédie par la série n'était pas à la hauteur de la gestion de la catastrophe de Tchernobyl par la mini-série HBO Chernobyl (2019).

## Production
The Railway Men a marqué les débuts en tant que réalisateur de Shiv Rawail, qui était assistant réalisateur chez Yash Raj Films .  Il s'agissait également de la première série de fiction en streaming de la société, sous leur subdivision YRF Entertainment.
Le tournage de la série a commencé le 1er décembre 2021 et s'est terminé le 11 mai,.

## Polémique
Deux anciens employés d'Union Carbide India Limited, reconnus coupables dans l'affaire de fuite de gaz, ont déposé un plaidoyer pour empêcher la diffusion de la série ; la Haute Cour de Bombay a rejeté leur cas.